# Marie Magdelaine Mouron
Marie Magdelaine Mouron, född på 1600-talet, var en fransk militär. Hennes historia uppfattas som ett sällsynt och viktigt dokument om en fotsoldat under Ludvig XIV:s regeringstid, eftersom dokumentationen om individuella enkla soldater sällan dokumenterades under denna tid.

## Biografi
Mouron föddes i närheten av Boulogne, där hennes far arbetade som slaktare och livvakt. På grund av dålig behandling av styvmodern rymde hon som tonåring till en grannstad där hon köpte manskläder och tog värvning under namnet Picard omkring år 1690. 
Hon tjänstgjorde vid garnisonen Sisteron i Provence under ett och ett halvt år innan hon tvingades lämna sin tjänst efter en konflikt med en annan soldat. Hon tog då värvning som dragonsoldat i Morsan-regementet i Avignon under namnet St Michel. Som sådan tjänstgjorde hon under hertig de Noailles i Katalonien i Spanien och deltog vid belägringen av Rosas 1693. 
Efter återtåget till Frankrike avslöjades hennes verkliga kön, då hon efter en duell med en annan soldat i Collioure tvingades söka läkarvård. Hon vädjade då direkt till Noailles, som gav henne sitt beskydd och placerade henne i en skola i Perpignan. Hon trivdes inte i sin nya miljö, och i mars 1696 tog hon åter värvning under namnet La Garonne. 
Under denna tjänstgöring utsattes hon för misstankar. På grund av sin bekantskap med två soldater som planerade att desertera, beslöt hon att själv desertera, för att undvika att arresteras på grund av sin bekantskap med dem, om de satte sina planer i verket. Hon lät därefter värva sig i ett nytt regemente. Detta regementets löjtnant, La Bussiere, tvivlade dock på hennes kön och utmanade henne, varpå hon frivilligt avslöjade sitt kön. När han samtidigt lade märke till att hennes väst tillhörde ett annat regemente, medgav hon också desertering, vilket gjorde att La Bussiere lät arrestera henne. 
Hon åtalades för desertering och fängslades då i fästningen St Omer, där hennes berättelse dokumenterades. Dokumentet anses ha stort historiskt värde. Det är inte det enda franska exemplet på en kvinna som tjänstgör som soldat utklädd till man, men betraktas som fritt från den sensationalism som annars brukar påverka sanningsenligheten för andra liknande fall.